# Клишино (Железногорский район)
Кли́шино — деревня в Железногорском районе Курской области. Входит в состав Разветьевского сельсовета. 

## География
Расположена в 13 км к юго-западу от Железногорска на реке Осмони при впадении в неё речки Смородинки.

## История
Упоминается в 1678 году в списке селений Свапского стана Рыльского уезда. С конца XVIII века Клишино входило в состав Дмитриевского уезда Курской губернии. В XIX веке Клишино было владельческой деревней. В 1862 году здесь был 81 двор, проживали 766 человек (380 мужского пола и 386 женского). К 1880 году в деревне было 89 дворов, проживали 677 человек. До 1920 годов Клишино входило в состав Киликинской волости Дмитриевского уезда Курской губернии.

## Население
| 1862 | 1877 | 1883 | 1897 | 1905 | 1979 | 2002 |
| ---- | ---- | ---- | ---- | ---- | ---- | ---- |
| 766  | ↘677 | ↗744 | ↗931 | ↘572 | ↘375 | ↘319 |
| 2010 |      |      |      |      |      |      |
| ↘318 |      |      |      |      |      |      |

## Инфраструктура
В деревне есть школа, отделение связи, часовня. Вблизи Клишино находится автодром.

## Памятники истории
В центре Клишино находится братская могила 124 советских граждан и партизан, «погибших в борьбе с немецко-фашистскими захватчиками» в годы Великой Отечественной войны. В 1952 году над могилой был установлен памятник.
В 1987 году во дворе Клишинской школы был установлен бюст Героя Советского Союза Афанасия Ивановича Тимошенко  (1913-1945), уроженца соседнего села Лубошево.